# Distorsion de croisement

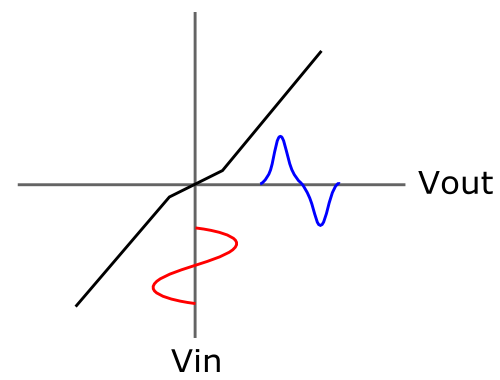
Caractéristique entrée/sortie d'un émetteur suiveur de classe B.

La distorsion de croisement est un type de distorsion qui apparait dans les amplificateurs de classe B

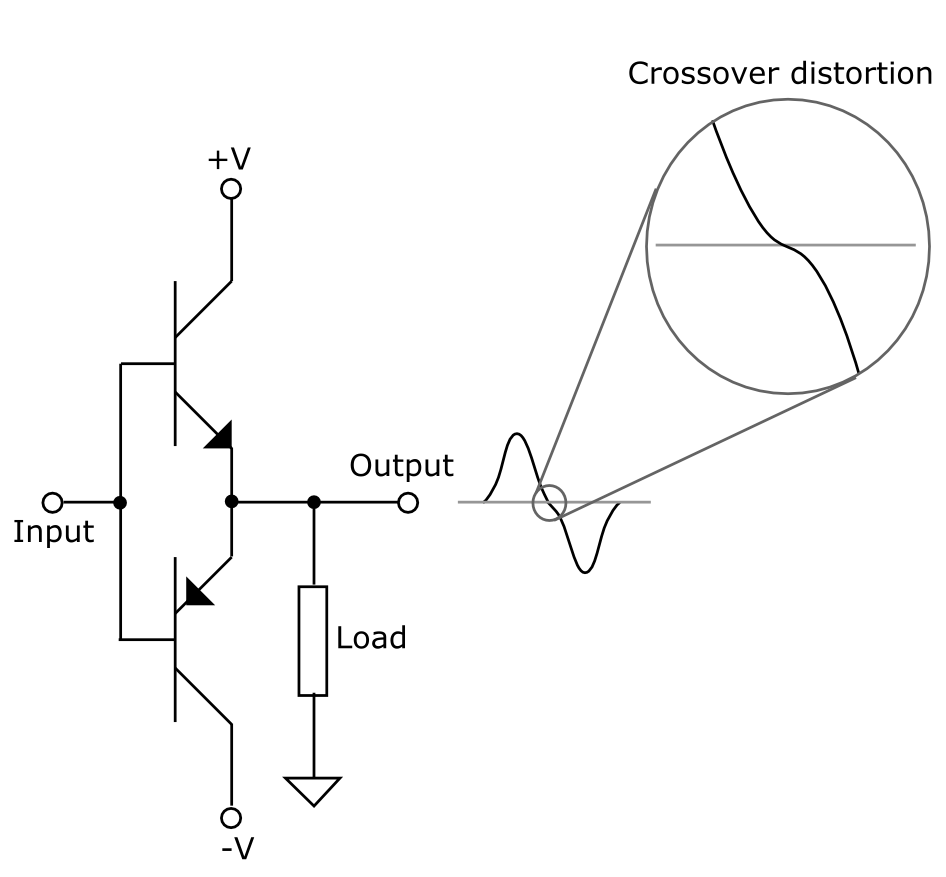
Distorsion de croisement